# Санта-Лусия (департамент)
Департамент Санта-Лусия  (исп. Departamento de Santa Lucia) — департамент в Аргентине в составе провинции Сан-Хуан.
Территория — 45 км². Население — 48087 человек. Плотность населения — 1068,60 чел./км².
Административный центр — Санта-Лусия.

## География
Департамент расположен в центральной части провинции Сан-Хуан.
Департамент граничит:
- на севере — с департаментом Чимбас
- на северо-востоке — с департаментом Сан-Мартин
- на юго-востоке — с департаментом Нуэве-де-Хулио
- на юге — с департаментом Росон
- на западе — с департаментом Сан-Хуан

## Важнейшие населенные пункты[2]
| № | Населённый пункт | Населённый пункт (исп.) | Категория   | Население чел. (2010) | На карте                        |
| - | ---------------- | ----------------------- | ----------- | --------------------- | ------------------------------- |
| 1 | Санта-Лусия      | Santa Lucía             | агломерация | 48087                 | 31°32′19″ ю. ш. 68°29′41″ з. д. |

#### Агломерация Санта-Лусия
- входит в агломерацию Большой Сан-Хуан.

| № | Населённый пункт  | Населённый пункт (исп.) | Категория | Население чел. (2001) | На карте                        |
| - | ----------------- | ----------------------- | --------- | --------------------- | ------------------------------- |
| 1 | Санта-Лусия       | Santa Lucía             | город     | 38750                 | 31°32′25″ ю. ш. 68°29′40″ з. д. |
| 2 | Альто-де-Сьерра   | Alto de Sierra          | город     | 3207                  | 31°32′11″ ю. ш. 68°25′17″ з. д. |
| 3 | Колония-Гутьеррес | Colonia Gutiérrez       | поселок   | 1106                  | 31°32′05″ ю. ш. 68°28′17″ з. д. |